# نهر ناديم
ناديم ((بالروسية: Нады́м)‏) هو نهر يقع في منطقة أوكروغ يامالو-نينيتس الذاتية، روسيا. يبلغ طول نهر ناديم 545 كيلومتر (339 mi). مساحة مستجمعه المائي حوالي 64,000 كيلومتر مربع (25,000 ميل2). ينبع النهر من بحيرة نومتو ويصب في بحر كارا عبر خليج أوب. مصبه قريب جداً من مصب نهر أوبي. يتجمد نهر ناديم في أكتوبر ويبقى متجمداً حتى أواخر مايو. يعتبر نهر ليفايا خيتا أحد أكبر روافده. تقع بلدة ناديم على ضفاف النهر، ثمة جسر عائم متهالك يقع على النهر, يستخدم صيفاً، أما في الشتاء فيمكن عبور النهر فوق الجليد. بني جسر ثابت جديد للاستخدام المشترك للطرق والسكك الحديدية انتهي منه عام 2015.